# Szibéria

Az Oroszországi Föderáció alanyai az Urálon túl
a Szibériai szövetségi körzetben
földrajzi értelemben: kb. Szibéria területén
köznyelvi, tágabb értelemben: Szibériában

Szibéria (oroszul: Сибирь, Szibir) köznyelvi, általános értelemben Oroszország Urálon túli területét, ázsiai részét jelenti. Ebben az értelemben területe körülbelül 12,6 millió km², népessége több mint 39 millió fő. Teljes területe a Föld összes szárazföldjeinek 9%-át teszi ki, és az ország területének háromnegyedét foglalja el, emellett ez a bolygó ásványkincsekben leggazdagabb vidéke.
Földrajzi értelemben Szibéria kelet–nyugati irányban az Uráltól a Csendes-óceán vízválasztójáig nyúlik, ide nem értve Oroszország távol-keleti részét. Északon a Jeges-tengertől délen Mongólia és Kína határáig, délnyugaton Kazahsztánban a Szariarkáig terjed.

## Földrajz és geológia

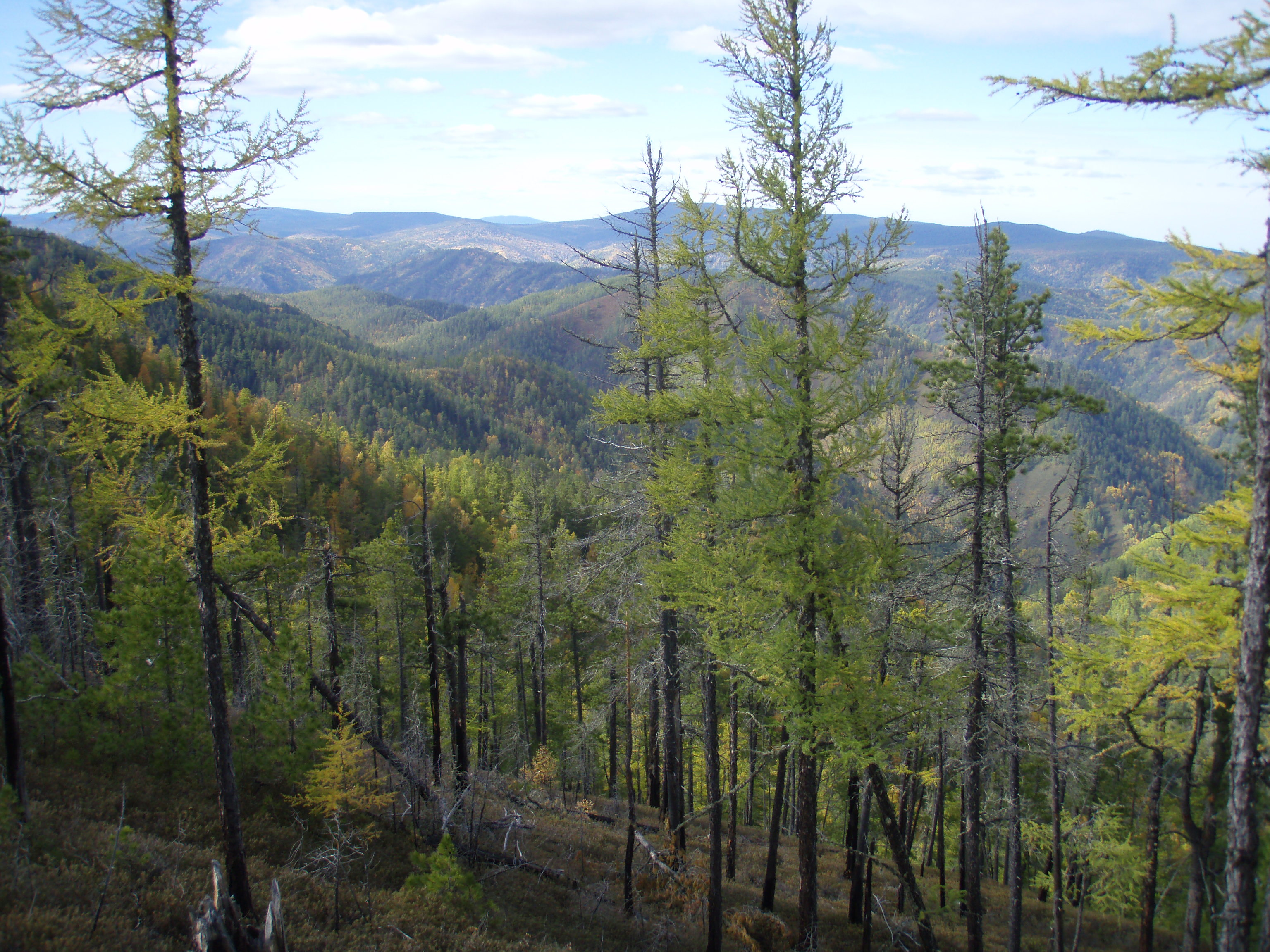
A szibériai tajga ősszel

Szibéria területe 12 577 400 km², Oroszország területének nagyjából háromnegyede. Nagyobb földrajzi tájegységei közé tartozik a Nyugat-szibériai-alföld és a Közép-szibériai-fennsík.
A Nyugat-szibériai-alföld kainozoikumi hordalékos terület, és annyira sík, hogy ha a tengerszint ötven méterrel emelkedne, a Jeges-tenger és Novoszibirszk városa között minden víz alá kerülne. A hordaléklerakódást főként az eredményezi, hogy jéggátak visszafordítják az Ob és Jenyiszej folyók folyását, és a Kaszpi-tenger felé irányítják őket. A vidék nagyon mocsaras, talaja nagyrészt tőzegtalaj. A síkság déli részén, ami nem állandóan fagyott, a kazah sztyeppék folytatásaként nagy füves terület volt található, azonban mára az eredeti vegetáció nagyrészt elpusztult.
A Közép-szibériai-fennsík földtörténetileg igen régi tájegység, a perm korszak előtt önálló kontinens volt. Ásványkincsekben (arany, gyémánt, mangán, ólom, cink, nikkel, kobalt, molibdén) rendkívül gazdag. A terület szinte mindig fagyott, az egyetlen fa, ami megél itt, a vörösfenyő. A szibériai vörösfenyőt (Larix sibirica) kelet felé a dauriai vörösfenyő (Larix gmelinii) váltja föl.
Jakutföld középső és keleti részén számos különböző korú, jellemzően észak–déli irányú hegyvonulat húzódik. A hegycsúcsok magassága néhol a háromezer métert is megközelíti, de néhány száz méteres magasság fölött már csak nyomokban található élővilág. A Verhojanszki-hegység a pleisztocén idején erősen eljegesedett, de az éghajlat túl száraz volt ahhoz, hogy a jegesedés elérje az alacsonyan fekvő területeket is. Ezek a területek rendszerint mély völgyek, melyeket vörösfenyő-erdők borítanak, kivéve a legészakibb részeket, ahol a tundra növénytakarója az uralkodó. A talaj felső, aktív rétege jellemzően egy méternél is vékonyabb, kivéve a folyók környékét.

### Éghajlat
Az északi sarkkörtől északra, a Jeges-tenger partjától számított 200–300 km-es sávban terül el a tundra. A tél ezeken az északi tájakon 7–10 hónapig tart, amit egy rövid, hűvös nyár követ. Az éves csapadékösszeg 250 mm alatti, ami rendkívül kevésnek tűnhet, azonban a csekély párolgás és az állandóan fagyott altalaj mellett elegendő a gyér vegetáció (törpecserjék, zuzmók, fűfélék) számára.
Dél felé haladva a kietlen arktikus tundrát fás tundra, majd boreális tajga váltja fel. Szibéria döntő részén szubarktikus éghajlat uralkodik. Az éghajlatra jellemző tűlevelű erdők borítják Szibéria 55%-át. A boreális erdő legnagyobb észak–déli kiterjedése Közép-Szibériában figyelhető meg, ahol az északi szélesség 49°-tól a 71°-ig tart. A szubarktikus éghajlatot két évszak, egy hosszú, rendkívül hideg, 5–8 hónapos tél, és egy rövidebb, viszonylag meleg nyár jellemzi, az átmeneti időszakok néhány hétig tartanak. Az évi középhőmérséklet fagypont alatti, általában –1…–10 °C között van. Jakutszk városában a januári középhőmérséklet –41 °C, a júliusi +20 °C. A viszonylag meleg nyár a hosszú, 17–20 órás nappalokkal és a napsugárzás viszonylag magas beesési szögével magyarázható. Az évi csapadékmennyiség mintegy 300–450 mm, eloszlása kedvező, nagy része a vegetációs időszak alatt hullik le.
A tajgától délre húzódik a mérsékelt övi sztyeppövezet. A terület éves középhőmérséklete 0…+2 °C körüli, a januári középhőmérséklet –15...–23 °C, a júliusi +19…+21 °C, utóbbi nagyjából azonos a hazánkra jellemző értékekkel. A táj természetes növénytakarója, a füves puszta napjainkra a mezőgazdasági művelés következtében nagyrészt kultúrtájjá alakult.
A napfényes órák éves összege magas, sok területen meghaladja a 2500 órát; Novoszibirszkben átlagosan 2880, Irkutszkban 2534 óra az évi napfénytartam.
A tél folyamán Szibériában anticiklonok uralkodnak, emiatt gyakori a napokon, heteken át tartó zavartalan napsütés, ami általában igen alacsony hőmérsékleteket eredményez, mivel a napsugarak alacsony beesési szöge nem ellensúlyozza a derült égbolt esetén fellépő erős kisugárzást. Az ilyenkor jellemző leszálló légáramlat az anticiklonból kifelé áramló légáramlást eredményez, amely távol tartja Szibériától az enyhe légtömegeket.
Az Ingyigirka folyó völgyében található Ojmjakon (é. sz. 63,3° k. h. 143,2°), amely hivatalosan a leghidegebb állandóan lakott település a Földön, népessége 900 fő. Az évi középhőmérséklet –16 °C, s itt jegyezték fel az északi féltekén mért legalacsonyabb hőmérsékletet, –67,8 °C-ot. A feljegyzett legnagyobb abszolút hőingás rekordját is Ojmjakon tartja 113 °C-kal, miután egy meleg nyáron +35 °C-ot is mértek.
| Város           | Jan. min. | Jan. max. | Júl. min. | Júl. max. |
| --------------- | --------- | --------- | --------- | --------- |
| Omszk           | –24       | –17       | 15        | 26        |
| Novoszibirszk   | –22       | –17       | 12        | 25        |
| Irkutszk        | –25       | –16       | 14        | 25        |
| Rubcovszk       | –22       | –13       | 15        | 28        |
| Barnaul         | –22       | –14       | 14        | 27        |
| Kemerovo        | –23       | –16       | 13        | 26        |
| Habarovszk      | –25       | –17       | 16        | 27        |
| Csita           | –32       | –18       | 14        | 27        |
| Kizil           | –33       | –24       | 14        | 28        |
| Blagovescsenszk | –27       | –16       | 17        | 29        |
| Szurgut         | –28       | –20       | 13        | 24        |
| Krasznojarszk   | –21       | –15       | 14        | 25        |
| Jakutszk        | –43       | –38       | 14        | 26        |
| Vlagyivosztok   | –16       | –10       | 16        | 22        |
| Norilszk        | –34       | –29       | 10        | 20        |
| Ojmjakon        | –52       | –48       | 8         | 23        |
| Verhojanszk     | –51       | –45       | 11        | 24        |
| Ajhal           | –45       | –39       | 9         | 25        |
| Handiga         | –46       | –40       | 13        | 27        |
| Amga            | –46       | –39       | 13        | 27        |

### Tavak és folyók

A palearktikus faunatartomány biorégiói

- Szibéria folyói: Ob, Taz, Irtis, Jenyiszej, Angara, Léna, Amur, Aldan, Viljuj, Olenyok, Jana, Ingyigirka, Kolima.
- Szibéria legfontosabb tava a Bajkál-tó.

### Hegységek
Altaj, Cserszkij-hegylánc, Dzsugdzsur-hegység, Gidan-hegység, Jablonovij-hegyvonulat, Kolima-hegyvidék, Korják-hegység, Szajan-hegység, Urál, Verhojanszki-hegylánc, továbbá Szibéria déli hegyvidékei.

### Biorégió
Biorégióként a palearktikus ökozóna része. A biorégió valamivel kisebb, mint a politikai–társadalomföldrajzi Szibéria, mert az Orosz Távol-Kelet nem tartozik hozzá, amely külön biorégió.

## Közigazgatási beosztása
Szibéria területe Oroszország szövetségi körzetei közül elsősorban a Szibériai szövetségi körzethez tartozik, emellett az Uráli- és a Távol-keleti szövetségi körzet egyes részei tartoznak ide. Az Oroszországi Föderáció alanyai (régiói) az ázsiai országrészen:

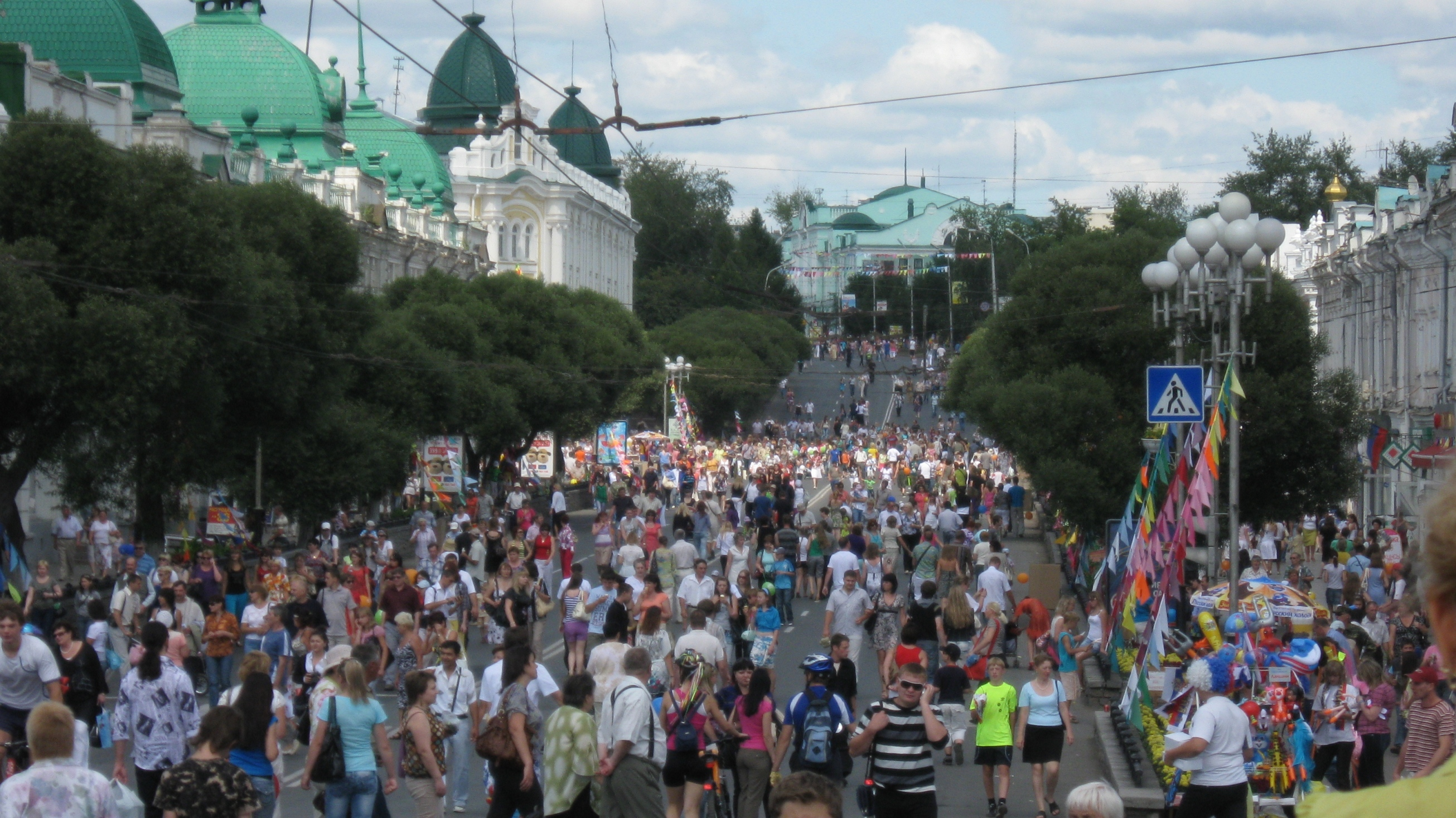
A város napja Omszkban

| Régió                          | Székhely         |
| ------------------------------ | ---------------- |
| Uráli szövetségi körzet        |                  |
| Kurgani terület                | Kurgan           |
| Tyumenyi terület               | Tyumeny          |
| Hanti- és Manysiföld           | Hanti-Manszijszk |
| Jamali Nyenyecföld             | Szalehard        |
| Szibériai szövetségi körzet    |                  |
| Altaji határterület            | Barnaul          |
| Altaj köztársaság              | Gorno-Altajszk   |
| Burjátföld                     | Ulan-Ude         |
| Bajkálontúli határterület      | Csita            |
| Irkutszki terület              | Irkutszk         |
| Hakaszföld                     | Abakan           |
| Kemerovói terület              | Kemerovo         |
| Krasznojarszki határterület    | Krasznojarszk    |
| Novoszibirszki terület         | Novoszibirszk    |
| Omszki terület                 | Omszk            |
| Tomszki terület                | Tomszk           |
| Tuva                           | Kizil            |
| Távol-keleti szövetségi körzet |                  |
| Jakutföld                      | Jakutszk         |

| Régió                          | Székhely                    |
| ------------------------------ | --------------------------- |
| Távol-keleti szövetségi körzet |                             |
| Amuri terület                  | Blagovescsenszk             |
| Csukcsföld                     | Anadir                      |
| Zsidó autonóm terület          | Birobidzsan                 |
| Kamcsatkai határterület        | Petropavlovszk-Kamcsatszkij |
| Habarovszki határterület       | Habarovszk                  |
| Magadani terület               | Magadan                     |
| Tengermelléki határterület     | Vlagyivosztok               |
| Szahalini terület              | Juzsno-Szahalinszk          |

## Népessége
Szibériában él Oroszország népességének 24%-a, kb. 39 millió fő (az átlagos népsűrűség 3,5 fő/km²). A szibériaiak mintegy 70%-a városokban él. A népesség eloszlása egyenlőtlen, az össznépesség 60%-a Délnyugat-Szibériában koncentrálódik. Az éghajlati adottságok is azon a területen a legkedvezőbbek, a táj nagy része kiváló feketeföldje miatt mezőgazdasági művelés alatt áll. Jelentős az egykori intenzív iparfejlesztés következtében a Kuznyecki-medencében kialakult népességtömörülés, ahol a népsűrűség meghaladja a 30 fő/km²-t, amely kelet felé haladva fokozatosan csökken, a lakosság döntő része a vidéket átszelő Transzszibériai vasútvonal mentén él, a távolabbi területek gyéren lakottak. A Nyugat-szibériai-alföld északi része a világ kőolaj- és földgázkészletének jelentős hányadát rejti, a kitermelés az 1970-es években indult meg, és az elmúlt évtizedekben mintegy 2-2,5 millió embert vonzott a térségbe. Az északkeleti területek népsűrűsége rendkívül alacsony, a hárommillió négyzetkilométeren elterülő Jakutföld népessége alig éri el az egymillió főt.

### Nagyobb városai
Bár Szibéria átlagos népsűrűsége igen alacsony, mintegy 3,5 fő/km², van jó néhány nagyobb város is a területén:
Városok több mint 1 millió lakossal
- Novoszibirszk
- Omszk

Városok több mint 500 ezer lakossal
- Krasznojarszk
- Barnaul
- Irkutszk
- Tomszk
- Vlagyivosztok
- Habarovszk
- Novokuznyeck
- Tyumeny
- Kemerovo

Városok több mint 100 ezer lakossal
- Ulan-Ude
- Kurgán
- Szurgut
- Csita
- Bratszk
- Nyizsnyevartovszk
- Komszomolszk-na-Amure
- Jakutszk
- Angarszk
- Abakan
- Bijszk
- Blagovescsenszk
- Norilszk
- Nahodka
- Rubcovszk
- Novij Urengoj
- Acsinszk
- Nyeftejuganszk
- Nojabrszk
- Kanszk
- Tobolszk
- Uszty-Ilimszk

## Története
Dél-Szibériát több különböző nomád népcsoport is uralta, köztük a hunok, a giljákok és az ujgurok. A 13. században a területet meghódították a mongolok, majd a Mongol Birodalom szétesésével létrejött a Szibériai Kánság.
A 16. századtól Oroszország kelet felé terjeszkedett. Az első legjelentősebb hódítást Rettegett Iván cár idejében hajtották végre az oroszok a területen, a szibériai kánság kárára: Jermak Tyimofejevics kozák atamán 540 kozákkal és 300 litván és német munkással bevonult Szibériába, Csuvasföldön viszonylag könnyűszerrel legyőzte a kánság seregeit (Iszkeri csata). Emberei muskétákkal, pisztolyokkal és kisebb ágyúkkal voltak felfegyverezve, míg a tatárok inkább lándzsákat, íjakat, kardokat és egyéb szálfegyvereket használtak. A kozákok egészen Kína határáig nyomultak előre.
Eleinte csak kereskedők és kozákok telepedtek meg a környéken, majd a cári hadsereg egyre keletebbre hozott létre erődöket, és a 17. századra a terület orosz befolyás alá került, de továbbra is nagyrészt feltáratlan és lakatlan maradt. Az elkövetkezendő évszázadokban jórészt politikai foglyokat és köztörvényes bűnözőket küldtek ide.
Az első nagy változást az 1891 és 1905 között megépült transzszibériai vasútvonal hozta, ami szorosabbra fűzte a kapcsolatot Szibéria és a II. Miklós cár uralma alatt egyre gyorsabban iparosodó Oroszország többi része között. A 20. században megindult Szibéria gazdag ásványkincskészletének kitermelése, és ipari városok születtek a vidéken. A cári rendszer bukása után Szibéria a Szovjetunióhoz tartozott, majd 1991 óta Oroszország része.
Már a cári időkben sokakat száműztek a világ végének számító Szibériába. A szovjethatalom évei alatt a Gulag munkatáborainak jelentős része Szibériában volt; különösen rettegettek voltak a Kolimai terület bányái, ahol a második világháború után sok elhurcolt magyar is életét vesztette.

## Vallások
Szibéria lakói sokféle vallás követői. A nyugati területeken többségében ortodox keresztények és muszlimok élnek, az őshonos népek körében a sámánizmus is élő hit. A Bajkáltól keletre élő burjátok buddhisták, Ulan-Ude közelében volt sokáig az egyetlen buddhista templom a Szovjetunió területén.

## Közlekedés
Ahogy Oroszország egész területén, itt is jobb oldali közlekedési rend van érvényben, de kelet felé haladva nagyon sok jobb kormányos autóval találkozunk (a japán használtautó-piac legjelentősebb felvevője ez a vidék).
Szibériát sem kelet–nyugati, sem észak–déli irányban nem köti össze európai értelemben vett autóút.
Kelet–nyugati irányban a legjelentősebb a Dél-Szibérián keresztül húzódó M5–M51–M53–M55–M58–M60 autóút, amely Ufa, Cseljabinszk, Kurgan, Omszk, Novoszibirszk, Kemerovo, Krasznojarszk, Kanszk, Uszolje-Szibirszkoje, Irkutszk, Ulan-Ude, Csita, Szkovorogyino, Simanovszk, Habarovszk, Vlagyivosztok városokat köti össze. Ezt az utat több helyen keresztezik főbb közlekedési utak, de azokat csak a legközelebbi városokig borítja aszfaltburkolat.
Az útvonal az Urál hegységtől Kanszk városig jó minőségű aszfaltút, Kanszk után legnagyobb részt kátyúkkal és kövekkel teli „akadálypálya”. Kanszk várostól Irkutszkig nagyjából 700 km-en csak föld- vagy makadámút van, fahidakkal. Ezen az útszakaszon normál személyautóval gyakorlatilag lehetetlen közlekedni. Csita után több ezer kilométer földút és erdei szakasz van, ritka és általában csak konvojban közlekedő forgalommal. Az utak sokszor le vannak zárva baleset, nagyobb esőzés vagy hídleszakadás miatt, ilyenkor hosszú ideig nem lehet továbbjutni, kerülőút pedig nincs.
Az Uráltól Krasznojarszkig viszonylag jól járható az út, de a közlekedés nem áttekinthető és balesetveszélyes. Az útjelzőtáblák nagyon ritkák, útburkolati jelek csak elvétve vannak felfestve, sok az ittas vezető és a műszakilag alkalmatlan jármű.
A Krasznojarszk utáni útszakasz váltakozva aszfalt- és földút, ami Szibériára felettébb jellemző. A gyakorlatilag lakatlan területeket átszelő utak a nagyobb települések környékén aszfaltosra váltanak, aztán irány a tajga. Esős időben a földutak sártengerré válnak és a kamionok lebénítják a forgalmat, télen ugyancsak szinte járhatatlanok. A benzinkúthálózat ellenben jónak mondható. 86 és 92 oktános benzin és gázolaj minden kútnál tankolható, bár kicsit drágábban, mint Oroszország európai részén. A benzinkutak gyakran csak három kútoszlopból és egy betonbunkerből állnak. Minden esetben előre ki kell fizetni az üzemanyagot és csak ezt követően lehet tankolni. Bankkártyát sok helyen nem fogadnak el. Az utak mellett gyakoriak a bazárok, éttermek. Vannak régiók, ahol tiltják az útszéli értékesítést, azonban minden kis faluban van sokáig nyitva tartó kis bolt. Az utazók legtöbb esetben rákényszerülnek, hogy az autóban aludjanak. Kevés az útmenti hotel, motel, és ami van, az drága és igénytelen (közös fürdő és török WC, ha egyáltalán van). Az autóban alvás megszokott, de ajánlott erre a célra a nagyobb benzinkutakat vagy a rendőri ellenőrző pontokat igénybe venni.
Mint Oroszországban általában, a rendőri jelenlét erős, minden nagyobb város, útkereszteződés, híd előtt és után rendőrségi ellenőrző pont (ДПС) van. A fegyveres rendőrök folyamatosan ellenőrzik a közlekedő autósokat, a teljes átvizsgálás sem ritka, a testi motozást is beleértve. A turistákkal általában elnézőek, de akad, aki csak büntetni akar. A büntetési tételek magasak, de lehet, sőt ajánlott alkudozni. A hivatalos eljárás külföldi állampolgárral szemben, hogy beviszik a helyi rendőrőrsre és ott szabják ki rá a büntetést. Nem készpénzben fizet, hanem csekket kap, amit fel kell adni.
Az emberek segítőkészek, az útbaigazítás jól működik. A térképek, navigációs rendszerek azonban megbízhatatlanok, nagyon sok a változás, új út, vagy még a régi berögződésből akaratlanul félrerajzolt térkép. Nagyvárosokban és környékükön besűrűsödik a forgalom, sok a dugó és gyakori a közlekedési káosz.